# Chữ thập Einstein
Chữ thập Einstein (còn được gọi là Q2237+030 hoặc QSO 2237+0305) là quasar thấu kính hấp dẫn nằm ngay sau thiên hà ZW 2237+030 dưới kính Huchra. Do ảnh hưởng của thấu kính hấp dẫn, thiên hà nhìn có vẻ giống như là có tới 4 nhân chung quanh một thiên hà.
Dựa trên sự dịch chuyển đỏ của quasar, nó cách Trái Đất khoảng 8 tỷ năm ánh sáng, còn theo thấu kính thiên hà thì khoảng cách đó là 400 triệu năm ánh sáng. Chiều biểu kiến của thiên hà là 0.87x0.34 cung phút, trong khi chiều biểu kiến của trung tâm chữ thập chỉ có 1.6x1.6 cung giây..
Chữ thập Einstein có thể tìm thấy ở chòm Phi Mã (Pegasus) ở 22h40m30.3s kinh vĩ và +3 độ 21' 31" xích vĩ.
Các nhà thiên văn nghiệp dư có thể nhìn thấy một phần chữ thập này bằng kính thiên văn nhưng điều kiện để nhìn thấy là bầu trời phải cực tối và đường kính của gương cầu kính phải từ 18 inch (46 cm) trở lên.

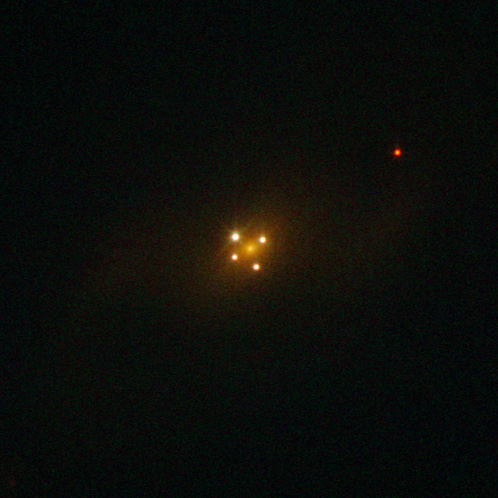
Ảnh chụp chữ thập Einstein qua kính thiên văn Hubble